# Bahnhof Kinshichō
Der Bahnhof Kinshichō (jap. 錦糸町駅, Kinshichō-eki) ist ein Bahnhof in der japanischen Hauptstadt Tokio, der von den Bahngesellschaften JR East und Tōkyō Metro betrieben wird. Er befindet sich im Süden des Bezirks Sumida und ist ein wichtiger Umsteigeknoten zwischen Eisenbahn und U-Bahn.

## Verbindungen
Kinshichō ist ein Durchgangsbahnhof an der Chūō-Sōbu-Linie und an der parallel dazu verlaufenden Sōbu-Schnellbahnlinie, die beide durch die Bahngesellschaft JR East betrieben werden. Erstere durchquert das Stadtzentrum Tokios von Westen nach Osten und verbindet dabei Mitaka mit Shinjuku, Akihabara, Funabashi und Chiba. Tagsüber fahren die Züge alle fünf bis sechs Minuten, während der Hauptverkehrszeit alle drei bis vier Minuten. Die Sōbu-Schnellbahnlinie beginnt im Bahnhof Tokio (wo sie mit der Yokosuka-Linie in Richtung Miura-Halbinsel verknüpft ist) und führt ebenfalls nach Chiba. Von dort aus verkehren die Züge entweder nach Kazusa-Ichinomiya, Kimitsu, Kashimajingū, Narutō oder zum Flughafen Tokio-Narita. Je nach Tageszeit werden fünf bis zwölf Züge stündlich angeboten.
Die zum Netz der U-Bahn Tokio gehörende Hanzōmon-Linie wird von der Gesellschaft Tōkyō Metro betrieben. Sie verbindet Shibuya mit Ōtemachi und Oshiago, wobei an den Endstationen zahlreiche Durchbindungen zu den Streckennetzen der Bahngesellschaften Tōkyū Dentetsu bzw. Tōbu Tetsudō angeboten werden. Tagsüber verkehren zwölf Züge je Stunde, während der Hauptverkehrszeit bis zu 20 Züge. Kinshichō ist ein bedeutender Knotenpunkt des lokalen und regionalen Busverkehrs. Beidseits des Bahnhofs gibt es je einen Busterminal mit mehreren Haltestellen. Vom südlichen Vorplatz aus verkehren über ein Dutzend Linien der Gesellschaften Toei Bus, Keikyū Bus und Keisei Bus. Drei weitere Toei-Buslinien sowie eine Quartierbuslinie des Bezirks Sumida fahren vom nördlichen Vorplatz aus.

## Anlage
Der Bahnhof steht an der Grenze der Stadtteile Kinshi (im Norden) und Kōtōbashi (im Süden), die beide zum Bezirk Sumida gehören. In der Nähe befinden sich unter anderem die Konzerthalle Sumida Triphony Hall, der Kinshi-Park und das Bezirksgericht Tokio. Die von Westen nach Osten ausgerichtete und auf einem breiten Viadukt befindliche Anlage umfasst zehn Gleise, von dienen vier dem Personenverkehr dienen. Letztere liegen an der Südseite an zwei vollständig überdachten Mittelbahnsteigen. Ein breiter unterirdischer Korridor verbindet im westlichen Teil den nördlichen mit dem südlichen Bahnhofsvorplatz, der Zugang zu den Bahnsteigen erfolgt über Treppen, Rolltreppen und Aufzüge. Außerdem verbindet nahe dem östlichen Ende ein kurzer Personentunnel die beiden Bahnsteige miteinander. Die sechs Gleise an der Nordseite des Viadukts dienen als Abstellanlage.
Das Empfangsgebäude auf der Südseite ist in das Einkaufszentrum Termina integriert, das von der Kinshicho Station Building Co., Ltd., einer Tochtergesellschaft von JR East, betrieben wird. Es umfasst über hundert Läden und Dienstleistungen auf acht Stockwerken (davon eines unterirdisch); Ankermieter ist die Einzelhandelskette Yodobashi Kamera. Der U-Bahnhof der Hanzōmon-Linie erstreckt sich östlich des JR-East-Bahnhofs in Nord-Süd-Richtung unter der Hauptstraße Yotsume-dōri. Er besteht aus der Verteilerebene und darunter zwei Gleisen an einem Mittelbahnsteig. Die beiden Bahnhofteile sind nicht direkt miteinander verbunden und Fahrgäste müssen sich zum Umsteigen für eine kurze Entfernung ins Freie begeben.
Im Fiskaljahr 2019 nutzten durchschnittlich 159.760 Fahrgäste täglich den Bahnhof. Davon entfielen 105.681 auf JR East und 54.079 auf Tōkyō Metro.

## Bilder

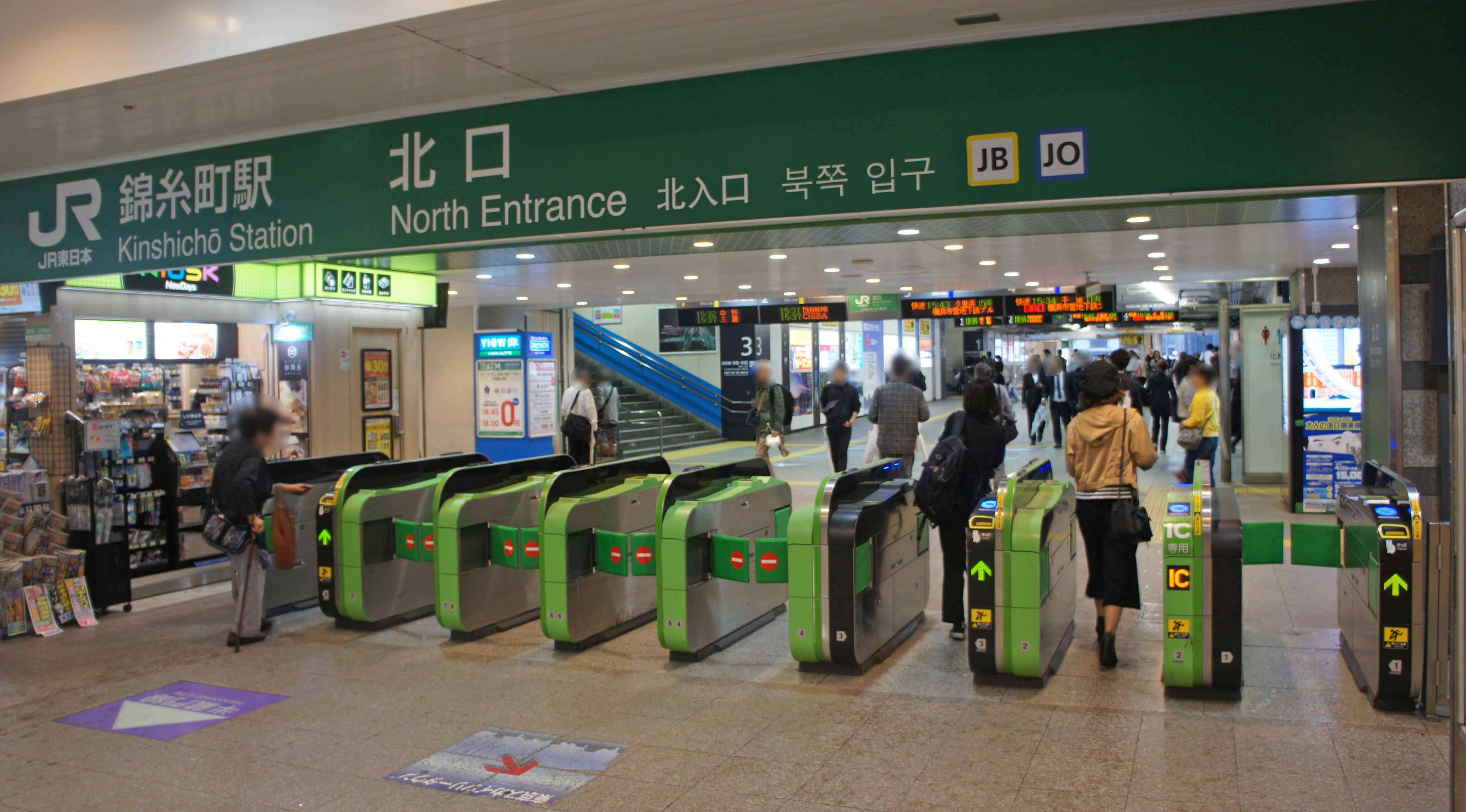
Bahnsteigsperren von JR East
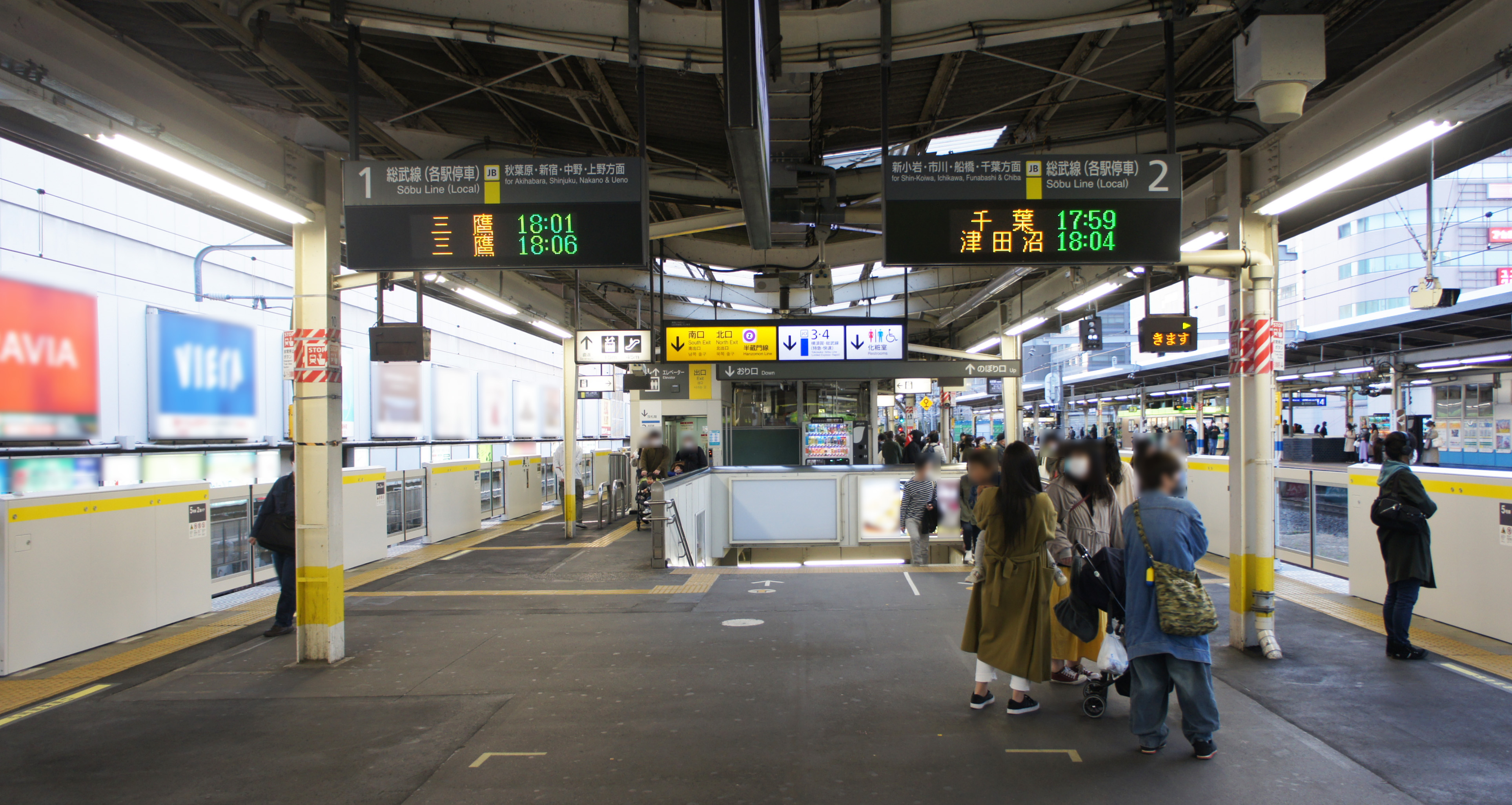
Bahnsteig der Chūō-Sōbu-Linie
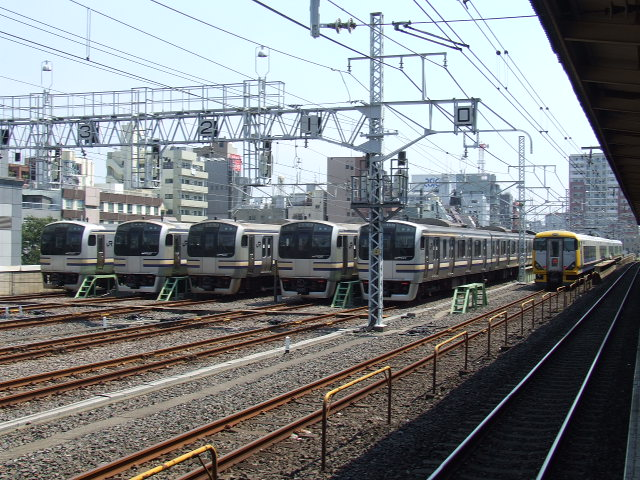
Abstellanlage
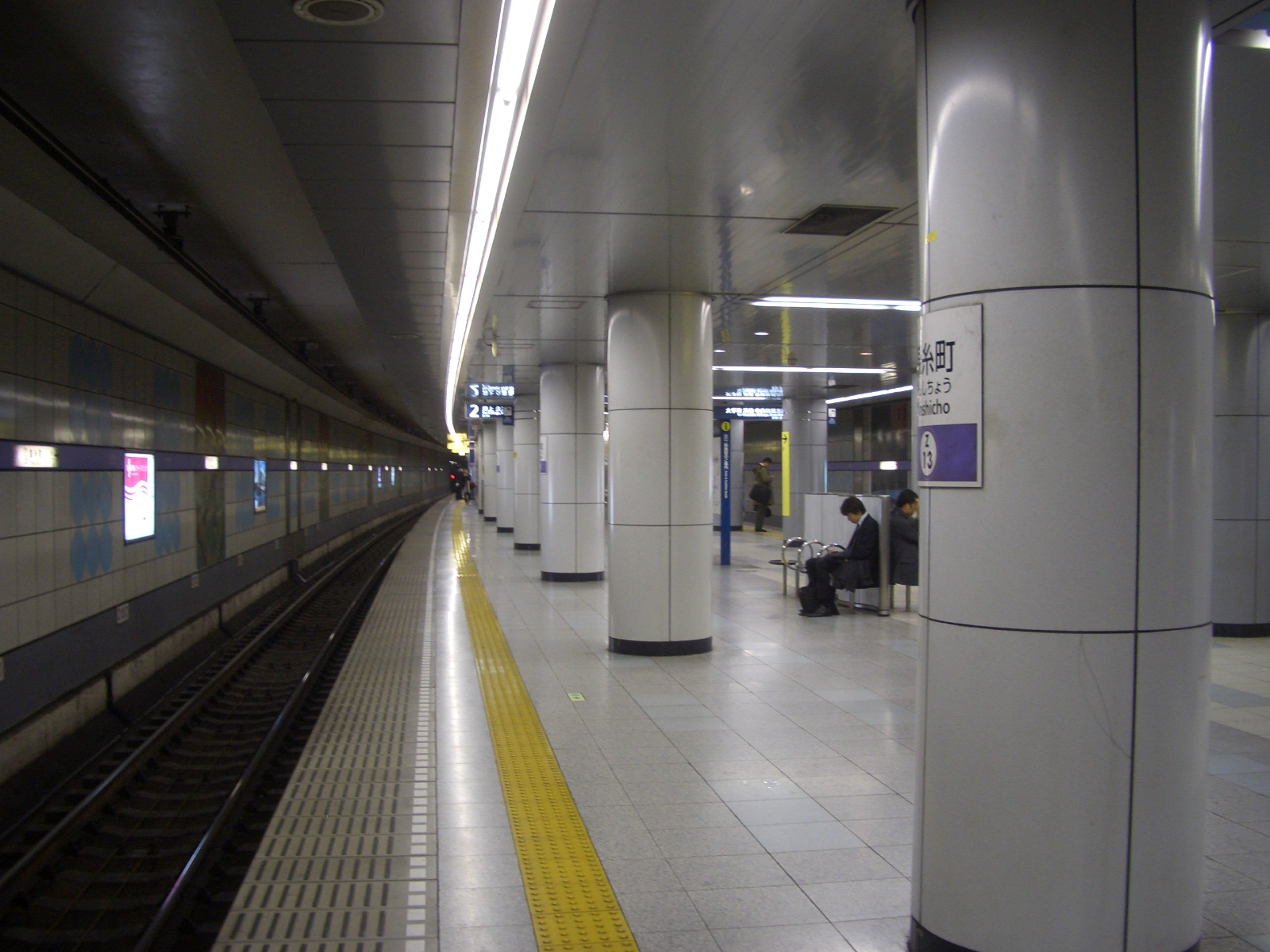
U-Bahnhof

## Gleise
JR East:
| 1 | ▉ Chūō-Sōbu-Linie       | Akihabara • Shinjuku • Nakano • Mitaka |
| 2 | ▉ Chūō-Sōbu-Linie       | Funabashi • Tsudanuma • Chiba          |
| 3 | ▉ Sōbu-Schnellbahnlinie | Tokio • Yokohama • Ōfuna • Kurihama    |
| 4 | ▉ Sōbu-Schnellbahnlinie | Funabashi • Tsudanuma • Chiba          |

Tōkyō Metro:
| 1 | Hanzōmon-Linie | Ōtemachi • Shibuya • Mizonokuchi • Chūō-Rinkan |
| 2 | Hanzōmon-Linie | Oshiage • Kita-Senju • Kuki • Minami-Kurihashi |

## Linien
| Verlauf der Chūō-Schnellbahnlinie |
| --- |
| Chiba • Nishi-Chiba • Inage • Shin-Kemigawa • Makuhari • Makuharihongō • Tsudanuma • Higashi-Funabashi • Funabashi • Nishi-Funabashi • Shimōsa-Nakayama • Moto-Yawata • Ichikawa • Koiwa • Shin-Koiwa • Hirai • Kameido • Kinshichō • Ryōgoku • Asakusabashi • Akihabara • Ochanomizu • Suidōbashi • Iidabashi • Ichigaya • Yotsuya • Shinanomachi • Sendagaya • Yoyogi • Shinjuku • Ōkubo • Higashi-Nakano • Nakano • Kōenji • Asagaya • Ogikubo • Nishi-Ogikubo • Kichijōji • Mitaka |

| Verlauf der Sōbu-Schnellbahnlinie / Yokosuka-Linie |
| --- |
| Tsudanuma • Funabashi • Ichikawa • Shin-Koiwa • Kinshichō • Bakurochō • Shin-Nihombashi • Tokyo • Shimbashi • Shinagawa • Nishi-Ōi • Musashi-Kosugi • Shin-Kawasaki • Yokohama • Hodogaya • Higashi-Totsuka • Totsuka • Ōfuna • Kita-Kamakura • Kamakura • Zushi • Higashi-Zushi • Taura • Yokosuka • Kinugasa • Kurihama |

## Geschichte
Die private Bahngesellschaft Sōbu Tetsudō baute die Sōbu-Hauptlinie, die Tokio mit der Präfektur Chiba verbinden sollte, und nahm sie etappenweise in Betrieb. So eröffnete sie am 9. Dezember 1894 den Abschnitt von Sakura über Chiba nach Honjo (本所, heute Kinshichō). Sie baute diesen Bahnhof zu ihrer Tokioter Endstation aus, indem sie ihn 1895 um ein Bahnbetriebswerk und einen Lokomotivschuppen ergänzte. Allerdings war Honjo etwas abgelegen, sodass die Sōbu Tetsudō die Strecke am 5. April 1904 weiter westwärts nach Ryōgoku verlängerte. Als Folge des Eisenbahnverstaatlichungsgesetzes gingen sämtliche Anlagen am 1. September 1907 an das Eisenbahnamt (das spätere Eisenbahnministerium) über.
Am 1. Mai 1915 wurde der Bahnhof in Kinshichō umbenannt. Das Große Kantō-Erdbeben vom 1. September 1923 richtete große Schäden an. Während das Bahnhofsgebäude wiederaufgebaut wurde, entschied sich das Eisenbahnministerium dazu, das Bahnbetriebswerk und den Lokomotivschuppen nach Shin-Koiwa zu verlegen. Die frei gewordene Fläche wird seither als Abstellanlage genutzt. Nach der Elektrifizierung des Abschnitts Ryōgoku–Ichikawa übertrug das Eisenbahnministerium den Vorortverkehr am 15. März 1933 an die Chūō-Sōbu-Linie. Bei einem Luftangriff der United States Army Air Forces in der Endphase des Pazifikkriegs brannte der Bahnhof am 10. März 1945 vollständig nieder und musste durch ein Provisorium ersetzt werden. Dieses wich später dem Termina-Einkaufszentrum, das am 28. November 1961 seine Tore öffnete.
Ab 15. Juli 1972 bediente auch die Sōbu-Schnellbahnlinie den Bahnhof, der damit zu einem wichtigen Umsteigeknoten aufstieg. 1980 erhielt das Einkaufszentrum einen Annexbau namens Termina 2 an der Nordseite der Bahnlinie. Im Rahmen der Privatisierung der Japanischen Staatsbahn ging der Bahnhof am 1. April 1987 in den Besitz der neuen Gesellschaft JR East über. Am 19. März 2003 erfolgte die Eröffnung des U-Bahnhofs, als die Hanzōmon-Linie vom bisherigen Endpunkt Suitengūmae nach Oshiage verlängert wurde.